# Renée Eykens
Renée Eykens (ur. 8 czerwca 1996) – belgijska lekkoatletka specjalizująca się w biegach średnich.
Szósta zawodniczka biegu na 800 metrów podczas mistrzostw świata juniorów młodszych w Doniecku (2013). Dwa lata później zdobyła złoty medal juniorskich mistrzostw Europy w Eskilstunie. W 2016 wystartowała na mistrzostwach Europy w Amsterdamie oraz na igrzyskach olimpijskich w Rio de Janeiro, docierając do półfinału obydwu tych imprez. W 2017 sięgnęła po złoto młodzieżowych mistrzostw Europy.
Medalistka mistrzostw Belgii oraz reprezentantka kraju na drużynowych mistrzostwach Europy.

## Osiągnięcia
| Rok  | Impreza                               | Miejsce        | Konkurencja        | Lokata     | Wynik   |
| ---- | ------------------------------------- | -------------- | ------------------ | ---------- | ------- |
| 2013 | Mistrzostwa świata juniorów młodszych | Donieck        | bieg na 800 metrów | 6. miejsce | 2:07,70 |
| 2014 | I liga drużynowych mistrzostw Europy  | Tallinn        | bieg na 800 metrów | 7. miejsce | 2:06,65 |
| 2015 | I liga drużynowych mistrzostw Europy  | Heraklion      | bieg na 800 metrów | 3. miejsce | 2:02,80 |
| 2015 | Mistrzostwa Europy juniorów           | Eskilstuna     | bieg na 800 metrów | 1. miejsce | 2:02,83 |
| 2016 | Mistrzostwa Europy                    | Amsterdam      | bieg na 800 metrów | półfinał   | 2:02,38 |
| 2016 | Igrzyska olimpijskie                  | Rio de Janeiro | bieg na 800 metrów | półfinał   | 2:00,45 |
| 2017 | Młodzieżowe mistrzostwa Europy        | Bydgoszcz      | bieg na 800 metrów | 1. miejsce | 2:04,73 |
| 2018 | Mistrzostwa Europy                    | Berlin         | bieg na 800 metrów | eliminacje | 2:56,24 |
| 2019 | Halowe mistrzostwa Europy             | Glasgow        | bieg na 800 metrów | 4. miejsce | 2:03,32 |
| 2019 | Uniwersjada                           | Neapol         | bieg na 800 metrów | 6. miejsce | 2:02,71 |
| 2019 | I liga drużynowych mistrzostw Europy  | Sandnes        | bieg na 800 metrów | 2. miejsce | 2:05,24 |
| 2019 | Mistrzostwa świata                    | Doha           | bieg na 800 metrów | eliminacje | 2:03,65 |
| 2021 | I liga drużynowych mistrzostw Europy  | Kluż-Napoka    | bieg na 800 metrów | 7. miejsce | 2:06,54 |

## Rekordy życiowe
- bieg na 800 metrów (stadion) – 2:00,00 (Rio de Janeiro 2016)
- bieg na 800 metrów (hala) – 2:02,15 (2019)
- bieg na 1000 metrów (stadion) – 2:39,15 (2020)
- bieg na 1000 metrów (hala) – 2:40,80 (2020)
- bieg na 1500 metrów – 4:10,12 (2016)